# 国際ラグビー選手会
国際ラグビー選手会（IRP、International Rugby Players organization）は、アイルランドの首都ダブリンに本部を置く国際ラグビー選手協会（IRPA、International Rugby Players Associations）の会員である。ワールドラグビーアワードにおける3つの部門の選定を行っている。

## 構成国
2024年現在、IRPAの会員は南アフリカ共和国、イングランド、オーストラリア、アイルランド、ウェールズ、フランス、日本、スコットランド、ルーマニア、太平洋諸国（フィジー、トンガ、サモア）、アメリカ合衆国、イタリア、ニュージーランドによる12のプロ選手協会で構成されている。
上記以外、選手協会が設立されていない国は、15人制と7人制の主要ラグビー大会の男子と女子の選手で構成される、選手評議会から代表を出す。

## ワールドラグビーアワード
ワールドラグビーが毎年開催しているワールドラグビーアワードで、国際ラグビー選手会が選定している部門。2024年現在。
- 国際ラグビー選手会男子トライ・オブ・ザ・イヤー - 2007年設置。国際テストマッチで記録されたトライを対象とする。クラブラグビーのトライは対象外。国際ラグビー選手会がノミネートした候補者から、ファン投票で決まる[3]。
- 国際ラグビー選手会女子トライ・オブ・ザ・イヤー - 2021年設置。同上。
- 国際ラグビー選手会特別功労賞 - 2007年設置。フィールド内外でプロの試合に多大な貢献をした選手に、他の選手から贈られる形式の賞。